# Lista de prêmios e indicações recebidos por Luan Santana

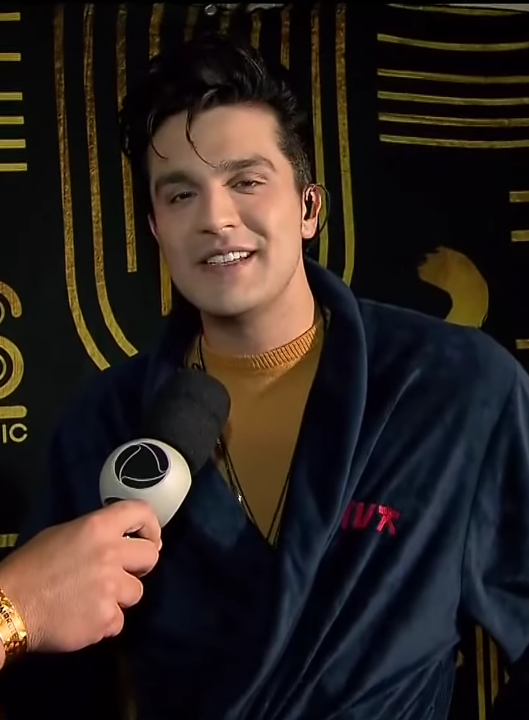
Luan Santana em 2022

Neste anexo, listam-se os prêmios e indicações recebidos pelo cantor e compositor brasileiro Luan Santana.

## Prêmios
| Vencidos | Indicações |
| -------- | ---------- |
| 217      | 316        |

## Capricho Awards
Capricho Awards é uma premiação realizada pela revista Capricho.
| Ano  | Recipiente              | Categoria             | Resultado |
| ---- | ----------------------- | --------------------- | --------- |
| 2010 | Luan Santana            | Cantor Nacional       | Indicado  |
| 2010 | "Meteoro"               | Música Nacional       | Indicado  |
| 2012 | "Te Vivo"               | Hit Sertanejo         | Venceu    |
| 2013 | Luan Santana            | Cantor Nacional       | Venceu    |
| 2013 | "Te Esperando"          | Melhor Clipe Nacional | Indicado  |
| 2014 | Luan Santana            | Cantor Nacional       | Venceu    |
| 2014 | "Cê Topa"               | Melhor Clipe Nacional | Venceu    |
| 2015 | Luan Santana            | Cantor Nacional       | Venceu    |
| 2015 | "Escreve Aí"            | Hit Nacional          | Venceu    |
| 2016 | Luan Santana            | Cantor Nacional       | Venceu    |
| 2016 | Luan Santana            | Artista sertanejo     | Venceu    |
| 2016 | "Eu, Você, o Mar e Ela" | Hit Nacional          | Indicado  |
| 2016 | "Eu, Você, o Mar e Ela" | Melhor Clipe Nacional | Venceu    |
| 2017 | Luan Santana            | Artista Nacional      | Indicado  |
| 2017 | "Acordando o Prédio"    | Melhor Clipe Nacional | Indicado  |

## Premio iBest
| Ano  | Organização  | Recipiente(s) | Categoria                        | Resultado |
| ---- | ------------ | ------------- | -------------------------------- | --------- |
| 2023 | Prêmio iBest | Luan Santana  | Influenciador Mato Grosso do Sul | Venceu    |

## Grammy Latino
Grammy Latino é a principal e consagrada premiação de música.
| Ano  | Recipiente           | Categoria                        | Resultado |
| ---- | -------------------- | -------------------------------- | --------- |
| 2010 | Ao Vivo              | Melhor Álbum de Música Sertaneja | Indicado  |
| 2012 | Quando Chega a Noite | Melhor Álbum de Música Sertaneja | Indicado  |
| 2017 | 1977                 | Melhor Álbum de Música Sertaneja | Indicado  |
| 2019 | Live-Móvel           | Melhor Álbum de Música Sertaneja | Indicado  |

## Latin Music Italian Awards
O Latin Music Italian Awards, na sigla LMIA é um evento musical que ocorre anualmente na cidade de Milão. Organizado pela Latin Music Oficial com a intenção de divulgar, promover e reconhecer a música latina na Itália e Europa.
| Ano  | Recipiente   | Categoria                                 | Resultado |
| ---- | ------------ | ----------------------------------------- | --------- |
| 2014 | Luan Santana | Best Latin Alternative Artist of The Year | Indicado  |
| 2015 | Luan Santana | Best Latin Alternative Artist of The Year | Venceu    |
| 2016 | Luan Santana | Best Latin Alternative Artist of The Year | Indicado  |
| 2018 | Luan Santana | Best Brazilian Artist of the Year         | Venceu    |
| 2019 | Luan Santana | Best Brazilian Artist of the Year         | Indicado  |

## Melhores do Ano
O Melhores do Ano é uma premiação realizada pela emissora Rede Globo.
| Ano  | Recipiente              | Categoria                | Resultado |
| ---- | ----------------------- | ------------------------ | --------- |
| 2009 | Luan Santana            | Melhor Revelação Musical | Venceu    |
| 2010 | Luan Santana            | Melhor Cantor            | Venceu    |
| 2010 | "Meteoro"               | Música do Ano            | Venceu    |
| 2011 | Luan Santana            | Melhor Cantor            | Venceu    |
| 2013 | Luan Santana            | Melhor Cantor            | Venceu    |
| 2013 | "Tudo Que Você Quiser"  | Música do Ano            | Indicado  |
| 2014 | Luan Santana            | Melhor Cantor            | Venceu    |
| 2015 | Luan Santana            | Melhor Cantor            | Venceu    |
| 2015 | "Escreve Aí"            | Música do Ano            | Indicado  |
| 2016 | Luan Santana            | Melhor Cantor            | Venceu    |
| 2016 | "Eu, Você, o Mar e Ela" | Música do Ano            | Venceu    |
| 2017 | Luan Santana            | Melhor Cantor            | Venceu    |
| 2018 | Luan Santana            | Melhor Cantor            | Venceu    |
| 2019 | Luan Santana            | Melhor Cantor            | Venceu    |

## Melhores do Ano FM O Dia
Melhores do Ano FM O Dia é uma premiação realizada pela uma emissora de rádio brasileira da cidade do Rio de Janeiro.
| Ano  | Recipiente              | Categoria            | Resultado |
| ---- | ----------------------- | -------------------- | --------- |
| 2016 | Luan Santana            | Melhor Artista Solo  | Indicado  |
| 2016 | Luan Santana            | Melhor Grupo/Artista | Indicado  |
| 2016 | "Escreve Aí"            | Melhor Música        | Indicado  |
| 2017 | Luan Santana            | Melhor Artista Solo  | Indicado  |
| 2017 | "Eu, Você, o Mar e Ela" | Melhor Clipe         | Indicado  |

## Nickelodeon

### Kids' Choice Awards
O Kids' Choice Awards (acrônimo KCA) é uma premiação do cinema, televisão, e música americana criado em 1988 pelo canal de TV a cabo Nickelodeon. Atualmente é a maior prêmiação infantil do planeta.
| Ano  | Recipiente             | Categoria                   | Resultado |
| ---- | ---------------------- | --------------------------- | --------- |
| 2014 | Luan Santana           | Artista Brasileiro Favorito | Venceu    |
| 2014 | "Tudo Que Você Quiser" | Hit do Ano do Brasil        | Venceu    |
| 2015 | Luan Santana           | Artista Brasileiro Favorito | Venceu    |

### Meus Prêmios Nicklodeon
O Meus Prêmios Nick é uma premiação realizada pelo canal infanto-juvenil Nickelodeon.
| Ano  | Recipiente             | Categoria                       | Resultado |
| ---- | ---------------------- | ------------------------------- | --------- |
| 2010 | Luan Santana           | Cantor Favorito                 | Venceu    |
| 2010 | "Meteoro"              | Música do Ano                   | Venceu    |
| 2011 | Luan Santana           | Cantor Favorito                 | Venceu    |
| 2011 | "Um Beijo"             | Música do Ano                   | Venceu    |
| 2012 | Luan Santana           | Cantor Favorito                 | Venceu    |
| 2013 | Luan Santana           | Cantor Favorito                 | Venceu    |
| 2014 | Luan Santana           | Cantor Favorito                 | Venceu    |
| 2014 | Luan Santana           | Personalidade Nacional Favorita | Venceu    |
| 2014 | "Tudo Que Você Quiser" | Música do Ano                   | Venceu    |
| 2015 | Luan Santana           | Cantor Favorito                 | Venceu    |
| 2015 | Luan Santana           | Gato do Ano                     | Indicado  |
| 2015 | "Escreve Aí"           | Música do Ano                   | Venceu    |
| 2016 | Luan Santana           | Cantor Favorito                 | Venceu    |
| 2016 | Luan Santana           | Gato Trendy                     | Indicado  |
| 2016 | "Chuva de Arroz"       | Música do Ano                   | Venceu    |
| 2017 | Luan Santana           | Cantor Favorito                 | Venceu    |
| 2017 | "Acordando o Prédio"   | Música do Ano                   | Venceu    |
| 2017 | "Acordando o Prédio"   | Clipe do Ano                    | Venceu    |
| 2018 | Luan Santana           | Artista de TV Favorito          | Indicado  |
| 2018 | Luan Santana           | Artista Musical Favorito        | Indicado  |
| 2018 | Luanetes               | Fandom do Ano                   | Indicado  |
| 2019 | Luan Santana           | Artista Musical Favorito        | Indicado  |
| 2019 | Luan Santana           | Melhor Show (2018): 20 anos MPN | Indicado  |
| 2019 | Luanetes               | Fandom do Ano                   | Indicado  |
| 2020 | Luan Santana           | Artista Musical Favorito        | Pendente  |
| 2020 | Luanetes               | Fandom do Ano                   | Pendente  |

## Prêmio Extra de Televisão
O Prêmio Extra de Televisão é uma premiação realizada pelo jornal Extra, que premia os melhores da TV.
| Ano  | Recipiente          | Categoria           | Resultado |
| ---- | ------------------- | ------------------- | --------- |
| 2011 | "Amar Não é Pecado" | Melhor Tema Musical | Indicado  |

## Prêmio Jovem Brasileiro
Prêmio Jovem Brasileiro é uma importante premiação brasileira, criada em 2002, homenageia os jovens que estão em destaque na música, televisão, cinema, esportes, meio ambiente e internet brasileira.
| Ano  | Recipiente           | Categoria           | Resultado |
| ---- | -------------------- | ------------------- | --------- |
| 2010 | Luan Santana         | Cantor Nacional     | Indicado  |
| 2010 | Luan Santana         | Revelação Musical   | Indicado  |
| 2010 | "Meteoro"            | Música Nacional     | Indicado  |
| 2013 | Luan Santana         | Cantor Nacional     | Venceu    |
| 2014 | Luan Santana         | Cantor Nacional     | Venceu    |
| 2015 | Luan Santana         | Jovem do Ano        | Venceu    |
| 2015 | Luan Santana         | Cantor Nacional     | Venceu    |
| 2016 | Luan Santana         | Melhor Cantor Jovem | Venceu    |
| 2016 | Luan Santana         | Melhor Show         | Indicado  |
| 2016 | "Chuva de Arroz"     | Música do Ano       | Indicado  |
| 2016 | "Chuva de Arroz"     | Melhor Música       | Venceu    |
| 2017 | Luan Santana         | Melhor Cantor Jovem | Venceu    |
| 2017 | Luan Santana         | Melhor Show         | Indicado  |
| 2017 | "Acordando o Prédio" | Clipe do Ano        | Indicado  |
| 2017 | "Acordando o Prédio" | Música do Ano       | Indicado  |

## Prêmio Multishow de Música Brasileira
O Prêmio Multishow de Música Brasileira é uma premiação realizada anualmente pelo canal Multishow.
| Ano  | Recipiente                       | Categoria            | Resultado |
| ---- | -------------------------------- | -------------------- | --------- |
| 2010 | Luan Santana                     | Revelação Musical    | Venceu    |
| 2011 | Luan Santana                     | Melhor Cantor        | Indicado  |
| 2011 | Luan Santana                     | Artista Sertanejo    | Indicado  |
| 2011 | Luan Santana                     | Melhor Show          | Venceu    |
| 2011 | "Adrenalina"                     | Melhor Música        | Indicado  |
| 2011 | Ao Vivo                          | Melhor Álbum         | Indicado  |
| 2011 | Ao Vivo no Rio                   | Melhor DVD de Música | Indicado  |
| 2012 | Luan Santana                     | Melhor Cantor        | Indicado  |
| 2012 | Luan Santana                     | Melhor Show          | Indicado  |
| 2012 | "Nêga"                           | Melhor Música        | Indicado  |
| 2013 | Luan Santana                     | Melhor Cantor        | Venceu    |
| 2013 | Luan Santana                     | Melhor Show          | Indicado  |
| 2013 | "Te Vivo"                        | Melhor Música        | Indicado  |
| 2014 | Luan Santana                     | Melhor Cantor        | Indicado  |
| 2014 | Luan Santana                     | Melhor Show          | Indicado  |
| 2014 | "Cê Topa"                        | Música-Chiclete      | Indicado  |
| 2014 | "Tudo Que Você Quiser"           | Melhor Música        | Venceu    |
| 2015 | Luan Santana                     | Melhor Show          | Indicado  |
| 2015 | "Escreve Aí"                     | Melhor Música        | Indicado  |
| 2015 | "Escreve Aí"                     | Melhor Clipe TVZ     | Venceu    |
| 2015 | "Eu Não Merecia Isso"            | Música Chiclete      | Venceu    |
| 2016 | Luan Santana                     | Melhor Cantor        | Venceu    |
| 2016 | Luan Santana                     | Melhor Show          | Indicado  |
| 2016 | "Chuva de Arroz"                 | Melhor Música        | Indicado  |
| 2016 | "Eu, Você, o Mar e Ela"          | Melhor Clipe TVZ     | Venceu    |
| 2017 | Luan Santana                     | Melhor Cantor        | Venceu    |
| 2017 | Luan Santana                     | Melhor Show          | Indicado  |
| 2017 | "Acordando o Prédio"             | Música Chiclete      | Indicado  |
| 2017 | "Acordando o Prédio"             | Melhor Clipe TVZ     | Venceu    |
| 2018 | Luan Santana                     | Melhor Cantor        | Venceu    |
| 2018 | Luan Santana                     | Melhor Show          | Indicado  |
| 2018 | "Check-in"                       | Música Chiclete      | Indicado  |
| 2018 | "Contatinho" (com Nego do Borel) | Música Chiclete      | Indicado  |
| 2018 | "2050"                           | Melhor Música        | Indicado  |
| 2019 | "Vingança"                       | Melhor Clipe TVZ     | Indicado  |

## Prêmio Quem de Música
O Prêmio Quem de Música é uma premiação realizada pela Revista Quem.
| Ano  | Recipiente   | Categoria     | Resultado |
| ---- | ------------ | ------------- | --------- |
| 2014 | Luan Santana | Melhor Cantor | Venceu    |

## Troféu Internet
O Troféu Internet é uma premiação que aconteceu junto com o Troféu Imprensa, porém, quem decide os vencedores é o público.
| Ano  | Recipiente   | Categoria        | Resultado |
| ---- | ------------ | ---------------- | --------- |
| 2011 | Luan Santana | Revelação do Ano | Venceu    |
| 2012 | Luan Santana | Melhor Cantor    | Venceu    |
| 2013 | Luan Santana | Melhor Cantor    | Venceu    |
| 2014 | Luan Santana | Melhor Cantor    | Venceu    |
| 2015 | Luan Santana | Melhor Cantor    | Venceu    |
| 2016 | Luan Santana | Melhor Cantor    | Venceu    |
| 2017 | Luan Santana | Melhor Cantor    | Indicado  |
| 2018 | Luan Santana | Melhor Cantor    | Venceu    |
| 2019 | Luan Santana | Melhor Cantor    | Indicado  |

## Troféu Imprensa
| Ano  | Recipiente   | Categoria        | Resultado |
| ---- | ------------ | ---------------- | --------- |
| 2011 | Luan Santana | Revelação do Ano | Venceu    |
| 2012 | Luan Santana | Melhor Cantor    | Indicado  |
| 2013 | Luan Santana | Melhor Cantor    | Venceu    |
| 2014 | Luan Santana | Melhor Cantor    | Indicado  |
| 2015 | Luan Santana | Melhor Cantor    | Indicado  |
| 2016 | Luan Santana | Melhor Cantor    | Venceu    |
| 2017 | Luan Santana | Melhor Cantor    | Venceu    |
| 2018 | Luan Santana | Melhor Cantor    | Venceu    |
| 2019 | Luan Santana | Melhor Cantor    | Venceu    |